# Палац Мухтарова
Палац Мухтарова або Палац одружень (азерб. Səadət sarayı) — будівля в центральній частині вулиці Істіглаліят (укр. Незалежність) міста Баку, Азербайджан. 
Палац побудований в 1911-1912 роках на кошти нафтопромисловця, мільйонера-мецената Муртуза Мухтарова за проектом Йосипа Плошко. Мухтарової під час вчинення турне по Європі з дружиною дуже сподобалася архітектура Венеції. Після поїздки Мухтаров вирішив побудувати в Баку палац у французької готики. Палац задуманий і виконаний архітектором Плошко І. К., також спроектували будівлю «Ісмаіліє», в дусі венеційському стилі. У перші роки в палаці містився клуб звільненій тюрчанкі, потім Палац одруження. На сьогоднішній день палац є одним з найпримітніших архітектурних споруд Баку. 